# 太原科技大学晋城校区
太原科技大学晋城校区是一所位于山西省晋城市泽州县的高等院校，目前也是太原科技大学的一所相对独立办学的高等教育分校。

## 历史沿革
- 2007年，山西省人民政府指定太原科技大学与晋城市人民政府联合办学。
- 2008年12月29日，太原科技大学晋城校区正式奠基开工。原计划于2010年9月份实现首批招生，2012年9月份实现全面招生[2]。项目被列为2011年度山西省重点工程[3]。
- 2013年，晋城市人民政府推进学校建设，力求当年学校能够建成招生[4]。3月，晋城市人民政府与太原科技大学签订了合作办学协议，共建太原科技大学晋城校区。由晋城市政府负责基础设施和办学基本条件建设，太原科技大学作为办学主体，负责教学与学校运行管理[5]。同年，学校首次招生。

## 院系设置
目前，学校设有材料科学与工程系、环境与安全工程系、化学与生物工程系、经济与管理系、交通与物流工程系、计算机系、电子信息工程系等系所。